# Eugène Lachat
Pour les articles homonymes, voir Lachat.
Cet article possède un paronyme, voir Eugène Lechat.
Eugène Lachat, né le 14 octobre 1819 à Réclère et mort le 1er novembre 1886 à Balerna, est un évêque de Bâle.

## Biographie
Eugène Lachat naît le 14 octobre 1819 dans la ferme de Montavon à Réclère. Il est le fils de François, un paysan, et d'Anne-Marie Walser. Dans sa jeunesse, ses parents meurent. Le curé de Grandfontaine prend en charge Eugène et l'initie aux premiers éléments de la langue latine. Eugène étudie à Besançon sous la direction de son frère aîné Jean-François.
Il entre dans l'Ordre des Missionnaires du Précieux Sang à l'âge de dix sept ans et est ordonné prêtre le 24 septembre 1842.
Il est élu évêque de Bâle le 26 février 1863 et le pape Pie IX confirme cette élection le 26 octobre de la même année.
La consécration épiscopale lui est donnée le 30 novembre 1863 par l'évêque de Strasbourg de l'époque, André Raess, assisté par Carl Johann Greith et Pierre-Joseph de Preux, dans la cathédrale de Soleure.
Le 29 janvier 1873, au cours du Kulturkampf, les autorités diocésaines d'Argovie, de Soleure, de Berne, de Bâle-Campagne et de Thurgovie le démettent de ses fonctions, tandis que Lucerne et Zoug le considère toujours comme l’évêque légitime. Il se retire alors à Lucerne et en 1884 il est nommé archevêque titulaire de Damiette (de) et administrateur apostolique de l'église tessinoise, poste qu'il occupe du 18 décembre 1884 jusqu’à sa mort.
Il meurt le 1er novembre 1886 à Balerna.
On compte parmi ses actions le choix de saint Charles Borromée comme patron du diocèse, l'ouverture du séminaire de San Carlo à Lugano et, pendant son vicariat de courte durée, la rédaction de la Loi sur la liberté de l'Église catholique et l'administration des biens ecclésiastiques.

## Succession apostolique
Eugène Lachat a ordonné les évêques suivants :
- Évêque Kaspar Willi (de), O.S.B. (1869)
- Évêque Augustin Egger (1882)